# Gymnastikdirektör
Gymnastikdirektör är titel för den som avlagt gymnastiklärarexamen vid GCI (Gymnastiska centralinstitutet), senare GIH (Gymnastik- och idrottshögskolan) fram till 1977. Den är även en gammal titel för den yrkeskår av sjukgymnaster som ursprungligen utvecklades vid GCI, men senare fick del av sin utbildning vid bland annat Karolinska Institutet. Från 2014 benämns sjukgymnaster som fysioterapeuter.